# Kanton Valmont
Kanton Valmont (fr. Canton de Valmont) je francouzský kanton v departementu Seine-Maritime v regionu Horní Normandie. Skládá se z 22 obcí.

## Obce kantonu
- Ancretteville-sur-Mer
- Angerville-la-Martel
- Colleville
- Contremoulins
- Criquetot-le-Mauconduit
- Écretteville-sur-Mer
- Életot
- Gerponville
- Limpiville
- Riville
- Sainte-Hélène-Bondeville
- Saint-Pierre-en-Port
- Sassetot-le-Mauconduit
- Sorquainville
- Thérouldeville
- Theuville-aux-Maillots
- Thiergeville
- Thiétreville
- Toussaint
- Valmont
- Vinnemerville
- Ypreville-Biville